# Christopher Skeete
 (juin 2021).
Si vous disposez d'ouvrages ou d'articles de référence ou si vous connaissez des sites web de qualité traitant du thème abordé ici, merci de compléter l'article en donnant les références utiles à sa vérifiabilité et en les liant à la section « Notes et références ».
Christopher Skeete, né le 20 septembre 1979 à Laval, est un homme politique québécois, membre du parti Coalition avenir Québec.
Depuis les élections générales québécoises de 2018, il représente la circonscription provinciale lavalloise de Sainte-Rose, à titre de député de la Coalition avenir Québec. Le 18 octobre 2018, il est nommé secrétaire parlementaire du premier ministre François Legault. En 2022, il est nommé ministre délégué à l'Économie, ministre responsable de la Lutte contre le racisme et ministre responsable de la région de Laval.

## Famille
Né le 20 septembre 1979 à Laval d’un père d’origine trinidadienne et d’une mère québécoise, Christopher Skeete est le cadet d’une famille de deux enfants. Il est élevé à Laval.
Il maitrise autant le français que l'anglais. 

## Expérience professionnelle
Skeete fait ses études secondaires dans une école anglophone. Il complète ses études collégiales au Collège Vanier en 2001 et détient un baccalauréat en science politique et affaires publiques de l'Université Concordia en 2011.
L'homme politique complète en 2021 une maîtrise en administration des affaires (MBA) à l’Université du Québec à Montréal, qui lui accorde dorénavant le titre d’administrateur agréé.
Christopher Skeete travaille depuis plusieurs années en gestion de la santé. Il est notamment le PDG d’une entreprise spécialisée qui offre des tests de diagnostic et des vaccins. Il est également vice-président de la relève d’affaire à la Chambre de commerce et de l’industrie de Laval et mentor entrepreneur à l’Université Concordia.

## Carrière politique
Le politicologue de formation milite avec la Coalition avenir Québec (CAQ) depuis sa fondation. Il y exerce les fonctions de vice-président pour l’Ouest-du-Québec du parti.
Il est défait aux élections de 2012 alors qu’il se présente comme candidat caquiste dans Vimont, ainsi qu’en 2014, où il se présente encore comme caquiste, mais cette fois dans Fabre.
Le Lavallois d’origine est élu pour une première fois en 2018 à titre de député de Sainte-Rose pour la Coalition avenir Québec. À la suite des élections de 2018, Christopher Skeete est nommé adjoint parlementaire du premier ministre pour les relations avec les Québécois d’expression anglaise. À ce titre, il se voit confier le mandat de bâtir les ponts avec les communautés anglophones à travers le Québec.
Dans les deux premières années de son mandat, il siège dans diverses commissions, dont celle sur les relations avec les citoyens, la culture et l’éducation ainsi que sur la Commission spéciale entourant l’exploitation sexuelle des mineurs.
Il est également choisi par le premier ministre afin de siéger sur un comité visant à lutter contre le racisme, le Groupe d'action contre le racisme, où il rencontre divers représentants des communautés racisées en compagnie de trois ministres et de quatre autres députés. L’objectif de la création de ce groupe est d’enrayer les discriminations faites à l’égard des minorités visibles et ethniques, incluant les communautés autochtones. Le Groupe d'action publiera le 9 décembre 2020 son rapport présentant 25 recommandations d’actions prioritaires pour lutter contre le racisme et la discrimination au Québec.
Le 24 février 2021, il est aussi nommé adjoint parlementaire du ministre responsable de la Lutte contre le racisme, Benoît Charette.
Il est réélu lors des élections du 3 octobre 2022. Le 20 octobre 2022, après le dévoilement du conseil des ministres, Skeete est nommé ministre délégué à l’Économie, ministre responsable de la Lutte contre le racisme ainsi que ministre responsable de la région de Laval.